# بطولة كاريوكا 1992
بطولة كاريوكا 1992 هو موسم من بطولة كاريوكا. كان عدد الأندية المشاركة فيه 26، وفاز فيه نادي فاسكو دا غاما.